# 市原市立戸田中学校
市原市立戸田中学校（いちはらしりつ とだちゅうがっこう）は、千葉県市原市馬立にかつて存在した公立中学校である。通称は戸中（とちゅう）。1971年（昭和46年）3月31日をもって閉校した。

## 概要
市原市南部の南総地区に位置する。戦後の学校教育法施行に合わせて設置された中学校で、最も古い中学校のひとつに挙げられる。1971年（昭和46年）3月31日に、南総地区のすべての中学校が翌日から市原市立南総中学校に統合されることに伴って閉校した。

## 沿革

### 概歴
学校教育法施行により、1947年（昭和22年）に戸田村立戸田小学校敷地に併設する形で戸田村立戸田中学校として開校した。1954年（昭和30年）に市町村合併で南総町が発足したことに伴い南総町立戸田中学校と改称、1967年（昭和42年）には南総町が市原市に吸収されたため、市原市立戸田中学校と改称している。生徒数減少のため、1971年（昭和46年）3月31日に閉校し、翌日、本校と牛久、戸田、平三の4校が合併して市原市立南総中学校が開校した。なお、南総中学校は校舎建設が間に合わなかったため、翌年までは元所属中学校の校舎で授業を実施していた。

### 年表
- 1947年（昭和22年）4月1日 - 戸田村立戸田中学校開校[4]。
- 1954年（昭和29年）11月15日 - 南総町立戸田中学校に改称[4]。
- 1967年（昭和42年）10月1日 - 市原市立戸田中学校に改称[4]。
- 1971年（昭和46年）3月31日 - 閉校[3]。

## 通学区域
- 旧戸田村全域

## 小学校区
- 市原市立戸田小学校
  - 寺谷分校